# Gouvets
Gouvets – miejscowość i gmina we Francji, w regionie Normandia, w departamencie Manche.
Według danych na rok 1990 gminę zamieszkiwały 304 osoby, a gęstość zaludnienia wynosiła 28 osób/km² (wśród 1815 gmin Dolnej Normandii Gouvets plasuje się na 592. miejscu pod względem liczby ludności, natomiast pod względem powierzchni na miejscu 451.).